# Шацька провінція
Шацька провінція — одна з провінцій Московського царства й з 1721 року Російської імперії. Центр — місто Шацьк.
Шацька провінція була утворена в складі Азовської губернії за указом Петра I «Про устрій губерній і про визначення в них правителів» в 1719 році. До складу провінції були включені міста Єлатьма, Кадом, Касимов, Керенськ, Красна Слобода, Наровчат, Темніков, Троїцький Острог, Шацьк, Заліський стан.
У 1725 році Азовська губернія перейменована на Воронезьку губернію.
У листопаді 1775 року поділ губерній на провінції було скасовано.